# Тежки крайцери тип „Балтимор“
Балтимор (на английски: Baltimore) са тип тежки крайцери на ВМС на САЩ. Всичко от проекта са построени 14 единици: „Балтимор“ (на английски: USS Baltimore (CA-68)), „Бостън“ (на английски: USS Boston (CA-69)), „Канбера“ (на английски: USS Canberra (CA-70)), „Куинси“ (на английски: USS Quincy (CA-71)), „Питсбърг“ (на английски: USS Pittsburgh (CA-72)), „Сейнт Пол“ (на английски: USS St. Paul (CA-73)), „Кълъмбъс“ (на английски: USS Columbus (CA-74)), „Хелена“ (на английски: USS Helena (CA-75)), „Бремъртън“ (на английски: USS Bremerton (CA-130)), „Фол Ривър“ (на английски: USS Fall River (CA-131)), „Мейкън“ (на английски: USS Macon (CA-132)), „Толедо“ (на английски: USS Toledo (CA-133)), „Лос Анджелис“ (на английски: USS Los Angeles (CA-135)) и „Чикаго“ (на английски: USS Chicago (CA-136)). Крайцерите „Норфолк“ (CA-137 Norfolk) и „Скрентън“ (CA-138 Scranton) остават недостроени. Още 6 крайцера са поръчани като типа „Орегон“.
Развитие на крайцера „Уичита“. От своя прототип се различават с по-големите размери, усиленото зенитно въоръжение, по-добрата мореходност, по-голямата далечина на плаване на икономичен ход и увеличената устойчивост.

## История на създаването
Крайцерите от типа „Балтимор“ са едни от най-големите тежки крайцери към момента на постройката им и са заложени в огромна серия, едновременно с тях се строят леките крайцери от типа „Кливланд“, които са, към този момент, най-големите в своя клас и са построени в най-голяма серия. Това не е случайно и отразява грандиозните планове на ВМС на САЩ преди влизането на Америка във Втората световна война. Проектирането им върви бързо, колкото е възможно, а са използвани съществуващите конструкции като основа за новите кораби.
Типът „Балтимор“, както и типът „Кливланд“, води своя произход както от „Уичита“, така и от двата последни леки крайцера от типа „Бруклин“ – „Сейнт Луис“ (USS St. Louis CL-49) и „Хелена“ (USS Helena (CL-50)). Първоначално се предполага да се съхрани компоновката на „Сейнт Луис“ и да се ограничат с увеличаване на ширината на корпуса с 0,6 м, намаляване на високо разположеното тегло за сметка на изтъняване на барбетите в сравнение с „Уичита“ до 160 мм и на страниците на кулите на главния калибър до 82 мм, за да се избавят от главния недостатък на „Уичита“ – лошата устойчивост, обаче скоро е решено да се направи кардинална промяна на проекта. Увеличавайки корпуса на „Сейнт Луис“ по дължина и ширина до 199,6 m и 20,19 m съответно, въоръжавайки го с девет 203 mm оръдия и многобройна зенитна артилерия, американците получават „Балтимор“. Дебелината на бордовия пояс е взета от „Уичита“, схемата на бронирането е на „Бруклин“. Върху проекта за крайцера не оказват влияние никакви договорни ограничения.
Водоизместимостта продължава да расте, даже след утвърждаването на проекта. Към средата на 1940 г. то нараства до 13 300 дълги тона и дължината се увеличава до 202,4 m по водолинията, поради допълнителното тегло, заради увеличението на дължината на главния пояс и поставянето на допълнителна локална противоосколъчна защита. Разчетната мощност е 120 000 к.с., разчетната скорост 34 възела. Основният проблем на „Уичита“ е неговата лоша устойчивост, която е следствие на 10 000-тонното ограничение във водоизместимостта. Ширината на корпуса на „Балтимор“ е увеличена за подобряване на устойчивостта, и водоизместимостта съставлява 13 600 д.т. по сравнение с 10 000 д.т. на прототипа. Максималната скорост е съкратена до 33,5 възела при водоизместимост 14 970 д.т., по сравнение с 34 възела, първоначално заложени в проекта. Окончателните размери надвишават размерите на „Бруклин“ с 20 m по дължина и на 2,8 m по ширина. На тези крайцери са поставени нови котли с високо налягане (41,85 atm (615 psi) при температура 454,4°С (850 °F)). Всеки котел е разположен в отделен отсек. Използва се ешелоно разположение на агрегатите: между предните и задните котелни отделения се намира носовото машинно отделение. Рязко е увеличена мощността на електрогенераторите. Мощността на четирите генератора е по 750 кW. Корабите получават два аварийни дизел-генератора с мощност по 250 kW, вместо 80 kW при „Уичита“, които могат да подсигурят резервната мощност, необходима в борбата за живучест.
Първите осем кораба на типа са построени от компанията „Бетълхейм Стил“ (на английски: Betlehem Steel) в Куинси, Масачузетс.
Към края на войната в строй има 11 кораба, и строителството им продължава.
В хода на войната зенитното въоръжение (40 mm автомати „Бофорс“) е допълнено с 20 mm автомати „Ерликон“. След войната те и другите са заменени с 3-дюймови (76 mm) артустановки, броя на зенитните стволове чувствително е намален.
Към времето в което крайцерите от този тип започват да влизат в строй, отбранителните боеве против японския императорски флот, както и нощните артилерийски дуели, вече са приключили. Основна роля за тях става прикритието на авионосните съединения, основно от атаки по въздуха, поддръжка на десантите, а в края на войната – артилерийски обтрели над Японските острови.

## Конструкция
Корабите от този тип имат гладкопалубна конструкция, със седловатост на носа и кърмата, прав форщевен с лек наклон и транцева кърма със закръгления. Вертикалният прав борд е без развал, с изключение на носовата четвърт, където развалът достига до 30°. За намаляване намаляване на заливаемостта на бака е поставен непрекъснат фалшборд. За увеличаване на живучестта напълно са премахнати всички илюминатори в корпуса.
Надстройките, мачтите, комините и артилерията са съсредоточени към мидъла, оставяйки свободни дългите бак и ют. Самолетните катапулти и кранове се намират на юта, хангарът също е там под главната палуба.
Метацентричната височина на изпитанията на крайцера „Балтимор“ за стабилност съставя 1,68 m при пълно натоварване (17 031 д.т.). Височината на надводния борд, при нормална водоизместимост, при носа е достатъчно голяма и съставя 10,1 м (против 10,2 м за „Портланд“ и 8,2 за „Бруклин“) борът, също така, е по-висок и на кърмата – 7,6 м (против 5,5 м за „Портланд“ и 7 за „Бруклин“).
Основната разлика е между „Балтиморите“ и „Кливландите“, при сходна компоновка, се състои в това, че първите нямат дефицит на място и високото тегло не е проблем за тях, нещо, което да ограничава последващата им модернизация.

### Въоръжение
Разположението на главния калибър е линейно, в триоръдейните кули Mk 12 или Mk 15 (две кули в носа терасовидно, една на кърмата). Далекобойността на оръдията достига до 27 400 m по хоризонта при стрелба със 152 kg бронебоен снаряд с разделно зареждане и ъгъл на възвишение 41°. Управлението на огъня е с помощта на комбиниран КДП Mk 34, както с оптическо, така и с радарно насочване.
„Балтимор“ носи оръдията Мк 12/1, а останалите крайцери имат Mk 15/0. Това е мощно оръжие, ефективността на което е доказана в процеса на експлоатация. Те изстрелват 335-фунтов бронебоен снаряд или 260-фунтов фугасен. Основният недостатък на оръжието е относително ниския темп на стрелба, макар и на нивото на другите 8-дюймови оръдия от онова време. При предходните такива оръдия проблем е и разсейването на попаденията, а на новите 8-дюймови оръдейни кули за типа „Балтимор“ това е поправено за сметка на индивидуалните люлки и увеличаване на разстоянието между оръдията. Цикълът на изстрел съставлява 11,5 секунди. Минималният резултат, практически достигнат в бойни условия е 13 s.
Разположението на спомагателния калибър е ромбично, около надстройките. Внушителният брой е подкрепен с отличното му разположение: две кули са разположени по диаметралната плоскост и могат да стрелят над носовата и кърмовата групи на артилерията на главния калибър. Управлението на огъня е с помощта на комбиниран КДП Mk 37.

### Брониране
Бронираният пояс е по конструкция подобна на „Уичита“ – 152 mm отгоре, 102 mm в долната част, главния пояс започва от 52 шпангоут и прикрива машинните отделения. Главната бронирана палуба има дебелина 65 mm, напречните траверси – 127 и 152 mm. Теглото на вертикалната броня (бронята на палубите не се брои) съставлява 1790 тона или 12,9% от стандартната водоизместимост. Кулите на главния калибър получават диференцирано брониране. Фронта (челото) се прикрива от 203 mm броня, страничните стени от 82 mm, покрива – 76 mm (чело 203 mm, страници – 95 mm, покрив – 65 mm). Барбетите на кулите имат дебелина 160 mm, те са и снарядни погреби.

### Енергетична установка
Силовата установка е паротурбинна четиривална. Всички кораби от типа (и последващите типове „Олбани“ и „Де Мойн“) като главни механизми имат четири високонапорни котела „Бабкок и Уилкокс“ (на английски: Babcock & Wilcox), снабдяващи с пара 4 турбозъбчати агрегата „Дженерал Електрик“ (GE), със сумарна мощност 120 000 к.с. За повишаване на живучестта е избрано ешелонното разположение на машинните и котелните отделения. Крайцерите имат проектна далечина на плаване с турбините за крайцерска скорост от 10 000 морски мили на ход 15 възела. От СА-72 е прекратено поставянето на крайцерски турбини, които после са свалени и от първите три кораба. Пълният запас гориво според едни данни съставлява 2735 тона, според други е 2596 д.т. (2516 флотски мазут + 62 дизелово гориво + 18 авиационен бензин)(2638 т).
Крайцерите имат практическа далечина на хода от 7900 мили на скорост 15 възела. Проектната скорост съставлява 33 възела при водоизместимост от 15 581 д.т. (натоварване на 2/3 от пълното) или 33,5 възела при водоизместимост 14 970 д. т. (натоварване на 1/2 от пълното) и мощност 120 000 к.с. Крайцерите тип Baltimore не са преминавали пълната програма на корабни изпитания.
По време на пробега в морето от 22 октомври 1943 г. USS Boston успява да достигне скорост на хода от 32,85 възела при мощност 118 536 к.с. и водоизместимост 16 570 д.т. (нормалната е 15 800 t). USS Pittsburgh развива 33 възела при мощност 133 649 к.с. и водоизместимост 16 200 д.т. (нормална – 15 900 д.т.).

## История на службата
- „USS Baltimore (CA-68)“ – заложен на 26 май 1941 г., спуснат на 28 юли 1942 г., влиза в строй на 15 април 1943 г.
- „USS Boston (CA-69)“ – заложен на 30 юни 1941 г., спуснат на 26 август 1942 г., влиза в строй на 30 юни 1943 г.
- „USS Canberra (CA-70)“ – заложен на 3 септември 1941 г., спуснат на 19 април 1943 г., влиза в строй на 14 октомври 1943 г.
- „USS Quincy (CA-71)“ – заложен на 9 септември 1941 г., спуснат на 23 юни 1943 г., влиза в строй на 15 декември 1943 г.
- „USS Pittsburgh (CA-72)“ – заложен на 3 февруари 1943 г., спуснат на 22 февруари 1944 г., влиза в строй на 10 октомври 1944 г.
- „USS Saint Paul (CA-73)“ – заложен на 3 февруари 1943 г., спуснат на 16 септември 1944 г., влиза в строй на 17 февруари 1945 г.
- „USS Columbus (CA-74)“ – заложен на 28 юни 1943 г., спуснат на 30 ноември 1944 г., влиза в строй на 8 юни 1945 г.
- „USS Helena (CA-75)“ – заложен на 9 септември 1943 г., спуснат на 28 април 1945 г., влиза в строй на 4 септември 1945 г.
- „USS Bremerton (CA-130)“ – заложен на 1 февруари 1943 г., спуснат на 2 юни 1944 г., влиза в строй на 29 април 1945 г.
- „USS Fall River (CA-131)“ – заложен на 12 април 1943 г., спуснат на 13 март 1944 г., влиза в строй на 1 юли 1945 г.
- „USS Macon (CA-132)“ – заложен на 14 юни 1943 г., спуснат на 15 октомври 1944 г., влиза в строй на 26 август 1945 г.
- „USS Toledo (CA-133)“ – заложен на 13 септември 1943 г., спуснат на 5 май 1945 г., влиза в строй на 27 октомври 1946 г.
- „USS Los Angeles (CA-135)“ – заложен на 28 юни 1943 г., спуснат на 20 август 1944 г., влиза в строй на 22 юни 1945 г.
- „USS Chicago (CA-136)“ – заложен на 28 юли 1943 г., спуснат на 20 август 1944 г., влиза в строй на 10 януари 1945 г.

## Оценка на проекта
Типът „Балтимор“, за разлика от своя прототип „Уичита“, става образец за тежък крайцер, с който се сравняват всички тежки артилерийски крайцери, както по време, така и след войната.
Конструкцията, освободена от ограниченията на Вашингтонския договор, се оказва добре балансирана по въоръжение, защита и мореходни качества. Претоварването им към края на войната е по-малко от 400 тона и е най-малката сред американските крайцери. Само два кораба от този тип получават сравнително сериозни повреди: „Канбера“ е изваден от строй от попадение на единично авиационно торпедо в района на кърмовите котелни отделения, и е отбуксиран за ремонт.
„Питсбърг“ по време на ураган, на 4 юни 1945 г., губи носовия си край до първата кула, но остава на вода и на свой ход се връща в базата си.
Основният недостатък на защитата се състои в това, че когато бронята на погребите минава по външния борд, по краищата тя не се качва над нивото на водата, тъй като боезапаса е разположен на долните платформи. В резултат на това има проблеми с наводняване по водолинията.
Тежките крайцери добре се показват като кораби за артилерийска поддръжка. В тези задачи по-полезен е по-тежкият снаряд. И ако след войната всички леки крайцери практически веднага са извадени от състава на флота (американците така и не дострояват даже най-новите серии „Фарго“ и „Устър“), то тежките крайцери са в строй много дълго. Те успяват да повоюват и в Корея, и във Виетнам.
По мнение на болшинството флотски специалисти „Балтиморите“ са най-силните тежки крайцери през Втората световна война.

## Коментари
1. ↑  Буквите показват принадлежността към определен класː ВВ – линкор, СС, CL, СА – съответно линеен, лек или тежък крайцер, CV – самолетоносач, DD – разрушител, SS – подводница и т.н.